# Huang Wenpan
Huang Wenpan (22 de agosto de 1995 – 15 de marzo de 2018) fue una nadadora paralímpica china. Ganó cinco medallas en los  Juegos Paralímpicos de Río de Janeiro 201: en las pruebas de libres S3 de 50 m (donde estableció un nuevo récord mundial y olímpico de 39.24), libres S3 de 200 m (con nuevo récord mundial y paralímpico de 3:09.04), braza SB2 de 50 m (con récord mundial y paralímpico de 50.65), estilos SM3 de 150 m (con récord mundial y paralímpico de 2:40.19). y relevos 4x50 metros libres en 20 puntos (con récord mundial y paralímpico de 2:18.03). También ganó la plata en espalda S3 50 metros.

## Muerte
Huang Wenpan murió el 16 de marzo de 2018 después de fallecer por las heridas sufridas por su accidente automovilístico. Wernpan conducía solo en el coche con que se estrelló contra un poste de luz.